# Casarão Regência I
Casarão Regência I é um casarão histórico  construído em 1873. Localiza-se no distrito de Mangaraí, pertencente ao município de Santa Leopoldina, no interior do estado do Espírito Santo.

## História
O Casarão Regência I foi construída no ano de 1873, para abrigar a sede da Fazenda Regência I, grande latifúndio escravista. Foi construída por escravizados negros do plantel da família do português João Nunes, notório produtor de cana-de-açúcar e café na propriedade.
Localizada no distrito de Mangaraí, pertencente ao município de Santa Leopoldina, no interior do estado do Espírito Santo, o casarão é dividido em dois pavimentos. O primeiro pavimento, possui três portas na fachada frontal (andar térreo) e uma escadaria externa em sua parte lateral construída por alvenaria. Após o acesso da escada, existe uma fachada lateral, com uma porta e oito janelas. As portas da residência e as suas janelas são de madeira, em estilo de duas folhas.

## Tombamento
Dada sua importância histórica por tratar-se de uma das grandes construções da história agronômica do estado, a edificação foi tombada, no ano de 1983, junto à Secretaria de Estado da Cultura do Espírito Santo (SECULT), órgão estadual responsável pela manutenção histórica e preservação do patrimônio estadual.